# Darko Stanić
Darko Stanić (szerbül: Дарко Станић, Mojkovac, 1978. október 8. –) Európa-bajnoki ezüstérmes szerb válogatott kézilabdázó.

## Pályafutása

### Klubcsapatokban
Pályafutását a Brskovo Mojkovac csapatában kezdte, majd a Lovćen és a Crvena Zvezda játékosa volt. Utóbbi csapattal 2004-ben szerb-montenegrói bajnok és kupagyőztes volt. 2005 és 2006 között Svájcban kézilabdázott a Suhr és az Amicitia Zürich csapataiban. 2006 májusában kokaint találtak a szervezetében, amiért kétéves eltiltást kapott. 2008 nyarától három éven át a szlovén RK Koper kapusa volt, a csapattal egyszer nyert bajnoki címet, kétszer pedig Szlovén Kupát. 2011 és 2014 között a macedón Metalurg Szkopje játékosa, majd egy szezonon át a német Bundesligában szereplő Bietigheim kapuját védte. Szkopjéba igazolása előtt előszerződést kötött a német Frisch Auf Göppingennel, azonban az átigazolás végül nem jött létre, a klub végül Žarko Markovićot igazolta le helyette. 2015 márciusában rövid időre Kuvaitba igazolt, majd a következő idényben a Rhein-Neckar Löwen kapusa volt. Pályafutását a katari el-Dzsaisban fejezte be és a Szerb Ifjúsági és Sportminisztériumban kezdett el dolgozni.

### A válogatottban
Három Európa-bajnokságon és két világbajnokságon védte a szerb válogatott kapuját. A hazai rendezésű 2012-es Európa-bajnokságon az ezüstérmet szerző válogatott egyik legjobbja volt, bekerült a kontinenstorna All Star-csapatába is. Részt vett a 2012-es londoni olimpián.

## Sikerei, díjai
Lovćen
- Jugoszláv bajnok: 2000, 2001
- Jugoszláv Kupa-győztes: 2002

Crvena Zvezda
- Szerb-montenegrói bajnok: 2004
- Szerb-montenegrói Kupa-győztes: 2004

RK Koper
- Szlovén bajnok: 2011
- Szlovén Kupa-győztes: 2008, 2009, 2011
- Challenge Cup-győztes: 2011

Metalurg Szkopje
- Macedón bajnok: 2012, 2014
- Macedón Kupa-győztes: 2013
- SEHA-liga-döntős: 2012